# Jocelyn Blanchard
Jocelyn Blanchard (Béthune, 28 maggio 1972) è un dirigente sportivo ed ex calciatore francese, di ruolo centrocampista.

## Carriera

### Giocatore
Cresce nel Dunkerque, con cui fa il suo debutto nel calcio professionistico a 18 anni, nella seconda divisione francese, giocando titolare nella mediana dei Maritimes.
Notato dal tecnico del Metz, Joel Muller, nel campionato 1995-1996 debutta in prima divisione con la nuova squadra; nella stessa stagione vince coi Grenats la Coppa di Lega francese. Diviene in breve uno dei perni del centrocampo dei Messins, tanto che già nel 1997 finisce nelle mire di Jean Tigana, allenatore del Monaco; tuttavia il presidente del Metz, Carlo Molinari, riesce a trattenere Blanchard in Lorena ancora per una stagione, con la promessa di liberarlo al termine della stessa. È proprio nell'annata 1997-1998 che il centrocampista si rivela al grande pubblico, assurgendo tra i migliori elementi dei Grenats che, dopo un lungo testa a testa con il Lens, terminano il campionato al secondo posto, unicamente per la peggiore differenza reti.
Approfitta del momento di notorietà per accettare l'offerta della Juventus, che lo acquista per la cifra di 7 miliardi di lire. L'avventura coi Bianconeri pare cominciare bene per il francese, che realizza un apprezzabile gol, al termine di una grande partita, nell'amichevole agostana contro il Newcastle Utd; tuttavia il prosieguo della sua stagione italiana si rivela fallimentare, finendo per disputare solo 12 gare di campionato, 6 di Coppa Italia e 3 in UEFA Champions League con prestazioni meno che mediocri.
Nell'estate 1999 viene quindi ceduto immediatamente al Lens. Tornato in patria, contribuisce subito a un'ottima stagione del club che arriva alla semifinale di Coppa UEFA; inoltre, in maglia Sang et Or consegue di nuovo una seconda piazza in campionato nell'edizione 2001-2002, dietro all'Olympique Lione. Dopo un quadriennio in Alta Francia, nel 2003 si accasa all'Austria Vienna, club con cui vince il campionato 2005-2006 e tre Coppe d'Austria.
Nel giugno 2009, dopo circa 200 partite disputate coi Veilchen, viene acquistato dall'Austria Kärnten, squadra con cui due anni più tardi chiude la carriera da giocatore.

### Dopo il ritiro
Intraprende la carriera da dirigente tornando al Lens, stavolta nelle vesti di direttore sportivo, carica che ricopre in due differenti periodi dal 2011 al 2017.

## Palmarès
- Coppa di Lega francese: 1

FC Metz: 1995-1996
- Campionato austriaco: 1

Austria Vienna: 2005-2006
- Coppa d'Austria: 3

Austria Vienna: 2004-2005, 2005-2006, 2006-2007